# 1706 год в музыке

## События
- Луи-Антуан Дорнель (фр. Louis-Antoine Dornel) сменил Франсуа Даженкура (фр. François d'Agincourt) на должности органиста в церкви Sainte-Marie-Madeleine-en-la-Cité.
- Томас Дурфи (англ. Thomas d'Urfey) опубликовал сборник песен «Остроумие и веселье, или таблетки, чтобы очистить от меланхолии», вып. 4 (англ. Wit and Mirth, or Pills to Purge Melancholy, vol. 4).
- Джон Гостлинг (англ. John Gostling) опубликовал «Рукописи Гостлинга» (англ. Gostling manuscript), коллекцию из 64 гимнов: 17 от Генри Пёрселла, 23 от Джона Блоу, по 4 от Пелхэма Хамфри (англ. Pelham Humfrey), Уильяма Тёрнера (англ. William Turner) и Иеремии Кларка, по 3 от Мэтью Локка (англ. Matthew Locke) и Томаса Тадуэя, по одному от Уильяма Чайлда (англ. William Child), Генри Олдрича (англ. Henry Aldrich) и некоторых других.

## Классическая музыка
- Жан-Адам Гилен (Фрайнсберг) (фр. Jean-Adam Guilain (нем. Freinsberg)) — Pièces d’orgue pour le Magnificat sur les huit tons différents de l'église.
- Жан-Филипп Рамо — «Первая книга пьес для клавесина» (фр. Premier Livre de Pieces de Clavecin).

## Опера
- Туссен Бертин де ла Дуэ (фр. Toussaint Bertin de la Doué) — «Кассандра» (итал. Cassandre).
- Франческо Манчини (Francesco Mancini) — «Александр Великий в Сидоне» (итал. Alessandro Il Grande in Sidone).
- Алессандро Скарлатти —
  - Lucio Manlio l’imperioso;
  - «Великий Тамерлан» (итал. Il gran Tamerlano).

## Родились
- 6 апреля — Луи де Каюзак (фр. Louis de Cahusac), французский либреттист (умер 22 июня 1759).
- 24 апреля — Джованни Баттиста Мартини, более известен как падре Мартини, итальянский теоретик и историк музыки, педагог, композитор, капельмейстер, певец, скрипач и клавесинист (умер 4 октября 1784).
- 18 октября — Бальдассаре Галуппи по прозвищу Буранелло, венецианский композитор, известный своими комическими операми-буфф (умер 3 января 1785).
- 6 ноября —  Уильям Тансур, английский композитор (умер в 1783).
- 7 ноября — Карло Чечере, итальянский композитор и музыкант (умер 15 февраля 1761).
- Декабрь — Уильям Хейс, композитор и органист (умер в 1777)

## Умерли
- 3 марта — Иоганн Пахельбель, немецкий композитор и органист, один из лучших мастеров южнонемецкой органной музыки периода барокко (родился 1 сентября 1653).
- 30 июня — Жак Буавен (фр. Jacques Boyvin), французский барочный органист и композитор (родился в 1649).
- 26 октября — Андреас Веркмейстер, немецкий теоретик музыки, органист и композитор, автор учения о хороших темперациях (родился 30 ноября 1645).
- 2 декабря — Иоганн Георг Але (нем. Johann Georg Ahle), немецкий органист и композитор (родился в июне 1651).

Дата неизвестна — Флавио Карло Ланчиани (итал. Flavio Carlo Lanciani), итальянский оперный композитор (родился в 1667).